# 3028 Zhangguoxi
3028 Zhangguoxi eller 1978 TA2 är en asteroid i huvudbältet som upptäcktes den 9 oktober 1978 av Zijinshan-observatoriet i Nanjing, Kina. Den är uppkallad efter Zhang Guoxi..
Asteroiden har en diameter på ungefär 25 kilometer och den tillhör asteroidgruppen Eos.